# WHATWG
WHATWG（Web Hypertext Application Technology Working Group）は、HTMLと関連技術の開発をするためのコミュニティである。

## 概要
World Wide Web Consortium（W3C）が策定したXHTMLや、W3Cがウェブ開発者の要望を軽視していることなどを不満に思ったApple、Mozilla、Operaの開発者たちによって2004年に結成された。2017年末にはMicrosoftも参加している。
W3Cの対抗組織として始まったWHATWGだが、徐々に影響力を強め、例えば、WHATWGが提唱したHTML Living Standardを基にして、W3CがHTML5を策定した。2019年、今後は W3C自身は、HTMLとDOMの策定をやめ、WHATWGに協力することを表明した。

## 仕様策定
- HTML5
- HTML Living Standard（英語版）
- DOM
- Fetch API
- Streams API